# En France
En France est un roman français publié en 1909 par Georges Athénas et Aimé Merlo sous le pseudonyme de Marius-Ary Leblond aux éditions Bibliothèque-Charpentier. Il a valu le prix Goncourt à ses auteurs, cousins d'ascendance réunionnaise.

## Historique
Le roman est récompensé le 10 décembre 1909 du prix Goncourt au détriment notamment de Provinciales de Jean Giraudoux qui est soutenu par Jules Renard dans la liste finale,.

## Résumé
Un jeune créole de La Réunion arrive à Paris pour étudier à La Sorbonne et évoque ses difficultés à s'adapter au nouveau milieu dans lequel il doit vivre.

## Éditions
- En France, éditions Bibliothèque-Charpentier, Paris, 1910.